# بلوآ
بلوآ (به فرانسوی: Blois) شهری در شهرستان لوآر-ا-شر (Loir-et-Cher) در ناحیه سانتر (فرانسه) (Centre) با جمعیت ۴۸٬۴۸۷ نفر در کشور فرانسه واقع شده‌است.